# جمعية كارولاينا الجنوبية العامة
جمعية كارولاينا الجنوبية العامة (بالإنجليزية: South Carolina General Assembly)‏  هي الهيئة التشريعية لكارولاينا الجنوبية، تتكون من المجلس الأعلى مجلس شيوخ كارولاينا الجنوبية
، والمجلس الأدنى مجلس نواب كارولاينا الجنوبية .